# Bunodosoma grandis
Bunodosoma grandis is een zeeanemonensoort uit de familie Actiniidae.
Bunodosoma grandis is voor het eerst wetenschappelijk beschreven door Verrill in 1869.